# Bill Conti
William "Bill" Conti (Providence, Rhode Island, 13 de Abril de 1942) é um compositor e maestro estado-unidense, mais conhecido por suas trilhas sonoras de filmes, incluindo Rocky (e quatro de suas sequências), The Karate Kid (e todas as suas sequências), For Your Eyes Only, He-Man and the Masters of The Universe, The Big Chill, The Right Stuff, entre outros, que ganhou um Oscar de Melhor Trilha Sonora Original. Ele também recebeu indicações na categoria de Melhor Canção Original por "Gonna Fly Now" de Rocky e pela música-título de For Your Eyes Only. Ele foi o diretor musical do Oscar dezenove vezes.

## Prêmios e Honrarias
Conti foi indicado ao Oscar três vezes, vencendo um na categoria Melhor Trilha Sonora Original por Os Eleitos. Ele também recebeu indicações na categoria de Melhor Canção Original por "Gonna Fly Now" de Rocky e pela música-título de For Your Eyes Only.
Ele teve três indicações ao Globo de Ouro; dois para Melhor trilha sonora original para Rocky e Uma mulher solteira, e um para Melhor trilha sonora original para a música-título de For Your Eyes Only.
Conti também recebeu treze indicações ao Emmy, todas menos uma por seu papel como diretor musical no Oscar (a exceção, sua primeira indicação, foi por sua música para as séries de 1985, Norte e Sul). Ele ganhou cinco Emmy Awards por Melhor Direção Musical para as cerimônias dos 64º, 70º e 75º Oscar.
Em 22 de abril de 2008, no LSU Union Theatre da Louisiana State University, Conti foi introduzido no Louisiana Music Hall of Fame.